# Victor Lustig

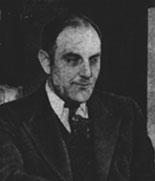
Victor Lustig in 1935

Victor Lustig (Hostinné, Tsjechië, 4 januari 1890  - Springfield (Missouri), 11 maart 1947) is een van de beroemdste oplichters ooit. Hij is vooral bekend doordat hij de Eiffeltoren wist te verkopen en Al Capone wist op te lichten. Lustig had twee belangrijke trucs. Ten eerste wist hij zijn slachtoffers zo te manipuleren dat ze hem vaak benaderden in plaats van dat hij op hen afstapte en ten tweede bracht hij zijn slachtoffers in een dusdanige situatie dat ze geen aangifte deden, ofwel uit angst voor gezichtsverlies of doordat ze zelf ook fout waren.

## Levensloop
Hij startte zijn carrière op verschillende oceaanlijners tussen de Verenigde Staten en Europa. Aan boord verkocht hij machines waarmee vals geld gemaakt kon worden. Deze machines werkten niet, maar wanneer de koper daarachter kwam was Victor reeds van boord. Deze truc zou hij later nog vaak herhalen.
Rond 1925 deden in Parijs geruchten de ronde dat het stadsbestuur de Eiffeltoren wilde laten afbreken. De toren was oorspronkelijk als tijdelijk bouwwerk bedoeld, voor de wereldtentoonstelling van 1889, het was tot dan toe een omstreden bouwwerk geweest en het had ook nog achterstallig onderhoud. Lustig benaderde zes schroothandelaren en deed zich voor als ambtenaar die de Eiffeltoren namens het stadsbestuur zou gaan veilen. De veiling zou anoniem en in het geheim plaatsvinden om op die manier zo weinig mogelijk ruchtbaarheid aan de situatie te geven. De uiteindelijke koper moest een voorschot van 250.000 Franse frank betalen.
De koper kreeg echter argwaan. Lustig loste dit op door om smeergeld te vragen en zo te doen alsof hij een corrupte (maar echte) ambtenaar was. Hierdoor leek de hele transactie opeens weer geloofwaardiger waardoor de transactie alsnog doorging. Toen de koper later ontdekte dat deze opgelicht was heeft hij geen aangifte gedaan. Zes maanden later haalde Lustig de truc nog een keer uit. Deze keer ging de potentiële koper wel naar de politie, nog voor de transactie plaatsvond. Lustig kon ternauwernood aan arrestatie ontsnappen.
Later benaderde Lustig Al Capone met het voorstel om 50.000 dollar te investeren. Lustig zou het bedrag in twee maanden verdubbelen. In werkelijkheid bewaarde hij het geld gewoon in een kluisje bij de bank. Na twee maanden keerde hij terug en maakte zijn excuus aan Capone. De verdubbeling was niet gelukt. Capone had waarschijnlijk verwacht dat Lustig het geld niet meer terug zou betalen maar tot zijn verbazing legde Lustig gewoon 50.000 dollar op tafel. Onder de indruk van Lustigs eerlijkheid gaf Capone hem 5.000 dollar cadeau. Het was Lustig al die tijd om de 5.000 dollar te doen.
In 1930 zette Lustig samen met een chemicus een drukkerij voor vals geld op. Op 10 mei 1935 werd Lustig gearresteerd op beschuldiging van valsmunterij. Hij wist uit zijn gevangenschap te ontsnappen maar werd toch weer opgepakt. Hij bekende schuld en werd veroordeeld tot 20 jaar cel. Hij zou de rest van zijn leven in de gevangenis van Alcatraz doorbrengen. Op 11 maart 1947 stierf hij aan een longontsteking.